# Andrena angusticrus
Andrena angusticrus là một loài Hymenoptera trong họ Andrenidae. Loài này được LaBerge mô tả khoa học năm 1971.